# ژوپیتر و یو
ژوپیتر و یو (به ایتالیایی: Giove e Io) اثری است، خلق شده در دوران رنسانس از آنتونیو دا کورجو که در دههٔ ۱۵۳۰ میلادی، با رنگ روغن خلق شد.
در این نقاشی، یو از اسطوره‌های یونان و دختر ایناخوس و ملیا، در حال نزدیکی با زئوس، خدای خدایان یونان، نشان داده شده‌است.
هم‌اکنون این اثر در موزه کونستیستوریشز (Kunsthistorisches) در وین، نگهداری می‌شود.